# Consejería de Salud y Servicios Sociales de la Junta de Extremadura
La Consejería de Salud y Servicios Sociales es una consejería que forma parte de la Junta de Extremadura. Su actual consejera y máximo responsable es Sara García Espada.

## Competencias
- Sanidad
- Dependencia y accesibilidad universal
- Infancia y familia
- Servicios sociales, prestaciones y migraciones
- Consumo

## Estructura Orgánica
- Consejera: Sara García Espada
  - Secretaría General: María del Pilar Nogales Perogil
  - Dirección General de Planificación, Formación y Calidad Sanitarias y Sociosanitarias: Silvia Torres Piles
  - Secretaría General de Servicios Sociales, Inclusión, Infancia y Familias: María Teresa Angulo Romero
    - Dirección General de Accesibilidad y Centros: Jorge Rebollo Mayordomo

## Organismos adscritos
- Servicio Extremeño de Salud
- Servicio Extremeño de Promoción de la Autonomía y Atención a la Dependencia
- Instituto de Consumo de Extremadura

## Consejeros
| Legislatura      | Inicio                                           | Fin                                           | Titular                                       | Partido                                       |
| ---------------- | ------------------------------------------------ | --------------------------------------------- | --------------------------------------------- | --------------------------------------------- |
| I (1983-1987)    | Consejería de Sanidad y Consumo                  | Consejería de Sanidad y Consumo               | Consejería de Sanidad y Consumo               | Consejería de Sanidad y Consumo               |
| I (1983-1987)    | 7 de marzo de 1983                               | 18 de julio de 1987                           | Alfredo Jimeno Ortíz                          | PSOE-E                                        |
| I (1983-1987)    | Consejería de Emigración y Acción Social         |                                               |                                               |                                               |
| I (1983-1987)    | 7 de marzo de 1983                               | 18 de julio de 1987                           | María de los Ángeles Bujanda Alegría          | PSOE-E                                        |
| II (1987-1991)   | Consejería de Sanidad y Consumo                  | Consejería de Sanidad y Consumo               | Consejería de Sanidad y Consumo               | Consejería de Sanidad y Consumo               |
| II (1987-1991)   | 21 de julio de 1987                              | 5 de julio de 1991                            | Alfredo Jimeno Ortíz                          | PSOE-E                                        |
| II (1987-1991)   | Consejería de Emigración y Acción Social         |                                               |                                               |                                               |
| II (1987-1991)   | 21 de julio de 1987                              | 21 de enero de 1988                           | María de los Ángeles Bujanda Alegría          | PSOE-E                                        |
| II (1987-1991)   | 21 de enero de 1988                              | 5 de julio de 1991                            | María Jesús López Herrero                     | PSOE-E                                        |
| III (1991-1995)  | Consejería de Sanidad y Consumo                  | Consejería de Sanidad y Consumo               | Consejería de Sanidad y Consumo               | Consejería de Sanidad y Consumo               |
| III (1991-1995)  | 5 de julio de 1991                               | 18 de julio de 1995                           | Alfredo Jimeno Ortíz                          | PSOE-E                                        |
| III (1991-1995)  | Consejería de Bienestar Social                   |                                               |                                               |                                               |
| III (1991-1995)  | 5 de julio de 1991                               | 18 de julio de 1995                           | María Emilia Manzano Pereira                  | PSOE-E                                        |
| III (1991-1995)  | Consejería de Emigración y Acción Social         |                                               |                                               |                                               |
| III (1991-1995)  | 5 de julio de 1991                               | 18 de julio de 1995                           | María Jesús López Herrero                     | PSOE-E                                        |
| IV (1995-1999)   | Consejería de Bienestar Social                   | Consejería de Bienestar Social                | Consejería de Bienestar Social                | Consejería de Bienestar Social                |
| IV (1995-1999)   | 21 de julio de 1995                              | 12 de enero de 1996                           | María Emilia Manzano Pereira                  | PSOE-E                                        |
| IV (1995-1999)   | 12 de enero de 1996                              | 19 de julio de 1999                           | Guillermo Fernández Vara                      | PSOE-E                                        |
| V (1999-2003)    | Consejería de Sanidad y Consumo                  | Consejería de Sanidad y Consumo               | Consejería de Sanidad y Consumo               | Consejería de Sanidad y Consumo               |
| V (1999-2003)    | 21 de julio de 1999                              | 25 de junio de 2003                           | Guillermo Fernández Vara                      | PSOE-E                                        |
| V (1999-2003)    | Consejería de Bienestar Social                   |                                               |                                               |                                               |
| V (1999-2003)    | 21 de julio de 1999                              | 25 de junio de 2003                           | Ana Garrido Chamorro                          | PSOE-E                                        |
| VI (2003-2007)   | Consejería de Sanidad y Consumo                  | Consejería de Sanidad y Consumo               | Consejería de Sanidad y Consumo               | Consejería de Sanidad y Consumo               |
| VI (2003-2007)   | 27 de junio de 2003                              | 29 de junio de 2007                           | Guillermo Fernández Vara                      | PSOE-E                                        |
| VI (2003-2007)   | Consejería de Bienestar Social                   |                                               |                                               |                                               |
| VI (2003-2007)   | 27 de junio de 2003                              | 29 de junio de 2007                           | Leonor Flores Rabazo                          | PSOE-E                                        |
| VII (2007-2011)  | Consejería de Sanidad y Dependencia              | Consejería de Sanidad y Dependencia           | Consejería de Sanidad y Dependencia           | Consejería de Sanidad y Dependencia           |
| VII (2007-2011)  | 2 de julio de 2007                               | 9 de julio de 2011                            | María Jesús Mejuto                            | PSOE-E                                        |
| VIII (2011-2015) | Consejería de Salud y Política Sociosanitaria    | Consejería de Salud y Política Sociosanitaria | Consejería de Salud y Política Sociosanitaria | Consejería de Salud y Política Sociosanitaria |
| VIII (2011-2015) | 7 de julio de 2011                               | 21 de abril de 2012                           | Jerónima Sayagués Prieto                      | PP-E                                          |
| VIII (2011-2015) | 21 de abril de 2012                              | 9 de mayo de 2012                             | Francisco Javier Fernández Perianes           | PP-E                                          |
| VIII (2011-2015) | 9 de mayo de 2012                                | 4 de julio de 2015                            | Luis Alfonso Hernández Carrón                 | PP-E                                          |
| VIII (2011-2015) | Consejería de Empleo, Mujer y Políticas Sociales |                                               |                                               |                                               |
| VIII (2011-2015) | 7 de julio de 2011                               | 4 de julio de 2015                            | María de los Ángeles Muñoz Marcos             | PP-E                                          |
| IX (2015-2019)   | Consejería de Sanidad y Políticas Sociales       | Consejería de Sanidad y Políticas Sociales    | Consejería de Sanidad y Políticas Sociales    | Consejería de Sanidad y Políticas Sociales    |
| IX (2015-2019)   | 6 de julio de 2015                               | 1 de julio de 2019                            | José María Vergeles Blanca                    | PSOE-E                                        |
| X (2019-2023)    | Consejería de Sanidad y Políticas Sociales       | Consejería de Sanidad y Políticas Sociales    | Consejería de Sanidad y Políticas Sociales    | Consejería de Sanidad y Políticas Sociales    |
| X (2019-2023)    | 1 de julio de 2019                               | 17 de julio de 2023                           | José María Vergeles Blanca                    | PSOE-E                                        |
| XI (2023-)       | Consejería de Salud y Servicios Sociales         | Consejería de Salud y Servicios Sociales      | Consejería de Salud y Servicios Sociales      | Consejería de Salud y Servicios Sociales      |
| XI (2023-)       | 20 de julio de 2023                              | En el Cargo                                   | Sara García Espada                            | PP-E                                          |